# Muscolo adduttore breve
Nell'anatomia umana il muscolo adduttore breve è un muscolo che fa parte dei muscoli mediali della coscia.

## Anatomia
Di forma triangolare si ritrova fra il muscolo pettineo e il muscolo adduttore lungo. Più precisamente origina dal ramo inferiore del pube inferiormente all'adduttore lungo e si inserisce sul terzo superiore della linea aspra mediale. Gli altri muscoli adduttori simili sono:
- Muscolo gracile
- Muscolo pettineo
- Muscolo adduttore lungo
- Muscolo grande adduttore

## Funzioni
Il muscolo è adibito all'adduzione delle cosce tramite contrazione muscolare, permette la rotazione esterna del femore (a causa della forma arcuata del femore che porta parte della linea aspra anteriormente all'asse longitudinale di rotazione dell'anca),  inoltre grazie a tali muscoli si ha un corretto equilibrio del bacino.